# دانه قهوه

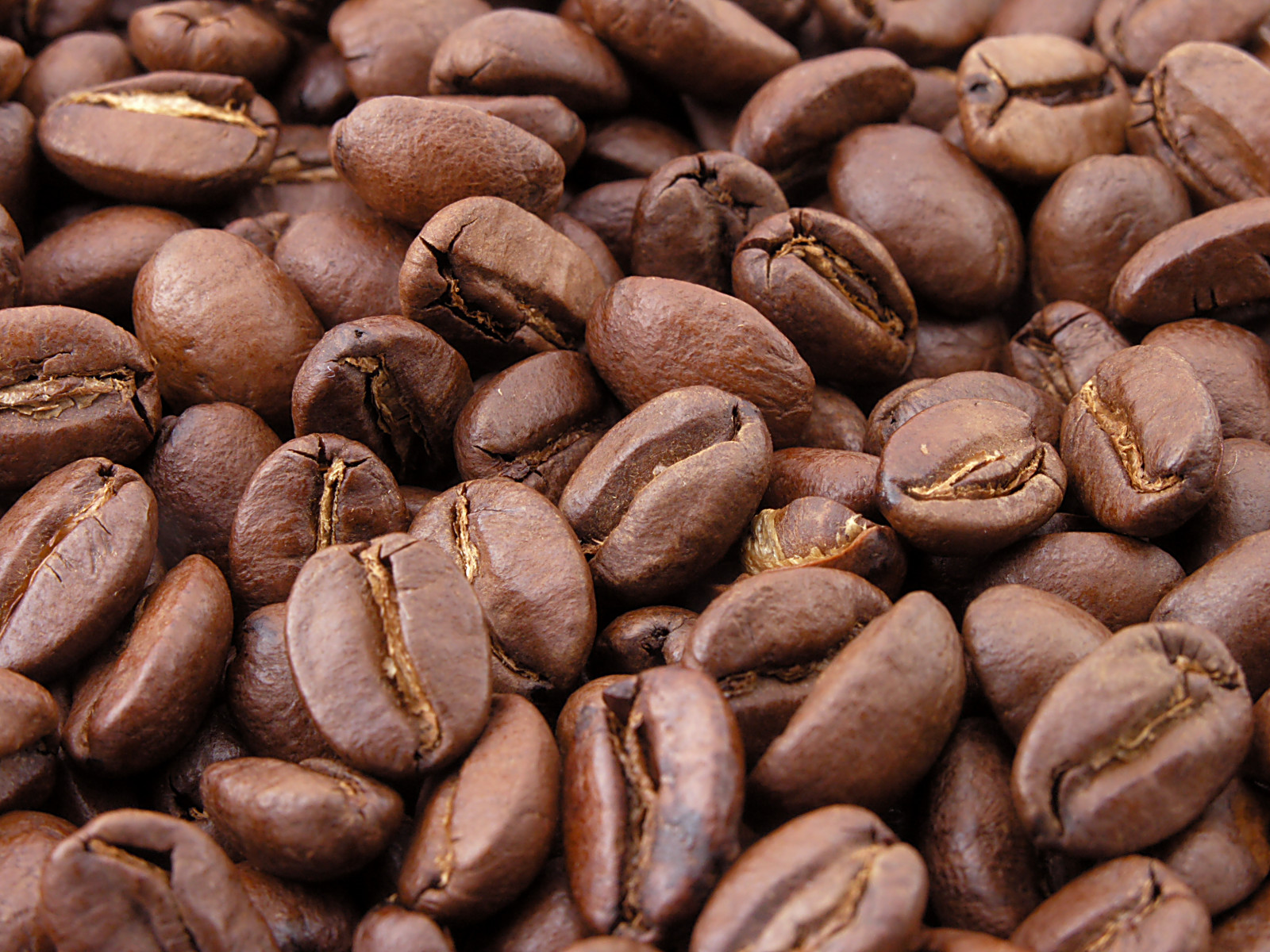
دانه‌های پخته‌شده قهوه

دانه قهوه (به انگلیسی: Coffee bean) به بذر یا تخم گیاه قهوه گفته می‌شود که منبع قهوه است. این شفت درون میوه قرمز یا بنفشی قرار دارد که اغلب به‌نام گیلاس نامیده می‌شود. درست مانند گیلاس معمولی، میوه قهوه نیز به اصطلاح میوه سنگ شناخته می‌شود. همچنین دانه قهوه شباهت بسیاری به لوبیا دارد. انواع میوه‌های قهوه به‌طور معمول دارای دو سنگ با طرفین مسطح خود هستند. بخش کمی از میوه دارای دانه است. همانند فندقی برزیلی و برنج سفید، دانه قهوه دارای درون‌دانه است.

دو نوع مهم اقتصادی دانه قهوه عبارت است از عربیکا و روبوستا. ۶۰ درصد قهوه تولیدی در جهان عربیکا و ۴۰ درصد آن روبوستا می‌باشد. قهوه عربیکا دارای ۰٫۸ تا ۱٫۴ درصد و قهوه روبوستا بین ۱٫۷ تا ۴ درصد کافئین می‌باشد. قهوه به عنوان یکی از نوشیدنی‌های پر مصرف در جهان، دانه‌های قهوه یک محصول صادراتی مهم هستند که بیش از ۵۰ درصد از درآمد ارز خارجی برخی از کشورهای در حال توسعه را تشکیل می‌دهند.

## تاریخچه
تاریخ‌های مهم
- نخستین گیاه قهوه در کوه‌های یمن یافت شده‌است.
- نخستین کشت در هند - ۱۶۰۰
- نخستین کشت در اروپا - ۱۶۱۶
- نخستین کشت در جاوا - ۱۶۹۹
- نخستین کشت در کارائیب - ۱۷۱۵
- نخستین کشت در آمریکای شمالی - ۱۷۳۰

پخش
در حدود ۴۵ درصد از تولید قهوه در دنیا در آمریکای جنوبی و بیشتر در کشور برزیل می‌باشد. ایالات متحده آمریکا واردکننده قهوه بیشتر از هر کشور دیگری می‌باشد. در سال ۲۰۱۵ میلادی در آمریکا به‌طور تقریبی در هر روز ۴۰۰ میلیون فنجان قهوه مصرف شده‌است که ایالات متحده را به عنوان مصرف‌کننده اصلی قهوه در جهان تبدیل کرده‌است.
گیاه قهوه بین مدار رأس‌السرطان و مدار رأس‌الجدی رشد می‌کند.